# Арреола, Крис
Крис Арреола (англ. Chris Arreola; род. 5 марта 1981, Лос-Анджелес, Калифорния, США) — американский боксёр-профессионал, мексиканского происхождения, гейткипер, выступавший в тяжёлой весовой категории. Среди профессионалов бывший трёхкратный претендент на титул чемпиона мира (2009; 2014; 2016) и чемпион Северной Америки по версии NABF (2008—2009) в тяжёлом весе. Позиция по рейтингу BoxRec — 111-я (январь 2024) и является 27-м среди американских боксёров тяжёлой весовой категории, — входя в ТОП-150 лучших тяжеловесов всего мира

## Биография
Арреола вырос в Восточном Лос-Анджелесе, его отец был боксером и пристрастил сына к занятию боксом в возрасте восьми лет с тренером Гектором Родригесом.

## Любительская карьера
В 16 лет он провёл около 200 любительских боев, до того, как потерял интерес и бросить курить. В 2001 году в 20 лет он вернулся в бокс, и только после трех месяцев тренировок удалось выиграть национальный титул «Золотые перчатки» в полутяжелом весе, победив Далласа Варгаса, который имел опыт около 300 любительских боев в то время. После очередного перерыва в боксе, на этот раз в течение двух лет он пытался вернуть титул Золотые перчатки 2003 году, но решил перейти в профессиональный бокс.

## Профессиональная карьера
Дебютировал в профессиональном боксе Арреола в 2003 году, в супертяжёлом весе. Несмотря на сокрушительный успех на любительском ринге, карьера в профессиональном шла довольно плавно. Но Арреола уверенно продвигался, и нокаутировал почти всех своих соперников. Встречая на своём пути много перспективных боксёров, многие из которых до встречи с ним были непобеждёнными, или имели очень мало поражений. Так он нокаутировал к своему 11-му бою Кенни Лнмоса (8-1), к 18-му бою, непобеждённого Демьяна Вилса (21-0), Малкомна Танна (23-2), Томаса Хаеса (26-1). В Бою с Хаесом, в 2007 году, завоевал свой первый титул, Чемпиона континентальной Америки по версии WBC.

### 2008—2009

#### Бой с Чаззом Уизерспуном
В июне 2008 года состоялся бой двух непобеждённых боксёров — Криса Арреолы и Чазза Уизерспуна. В конце 3-го раунда Арреола выбросил несколько хуков в голову. Затем он пробил правый боковой в челюсть. Уизерспун упал на канвас одновременно с гонгом. Он поднялся на счёт «7» и судья предложил ему отойти от канатов, чтобы убедиться в его дееспособности. В этот момент тренер Уизерспуна оказался в ринге. Команда Арреолы и он сам обратили внимание рефери на этот факт, так как рефери стоял к углу Чезза спиной. В этот момент гонг прозвучал 2-й раз. Через несколько секунд рефери дисквалифицировал Уизерспуна.
После победы над Чезом Уизерспуном, в этом же году, Крис победил перспективного Израеля Карлоса Гарсию (19-1).

#### Претендентский бой с Трэвисом Уолкером
29 ноября 2009 года в бою за звание обязательного претендента по версии IBF, Арреола вышел на ринг с агрессивным американским боксёром, Трэвисом Уолкером. Бой начался с преимуществом Уолкера. Он был уверенней в 1-м раунде, а во втором сумел отправить Арреолу в нокдаун. Но вторая половина раунде пришлась за Крисом, и в конце второго раунде уже Арреола отправил дважды в нокдаун Трэвиса Уолкера. В начале 3-го раунда, Арреола мощной серией ударов нокаутировал Уолкера Трэвиса Уолкера.

#### Бой с Джамилем Макклайном
Но к тому моменту у чемпиона по версии IBF, Владимира Кличко, был запланированный бой, и Крисс провёл поединок против очень известного и опытного американского боксёра, Джамиля Макклайна. Арреола нокаутировал соотечественника в 4-м раунде, и поднялся в рейтинге WBC на 1-е место, что так же сделало его обязательным претендентом на титул Виталия Кличко.

#### Чемпионский бой с Виталием Кличко
Арреола был № 1 в рейтинге WBC и этот бой был санкционирован как обязательная защита пояса. Многие болельщики и эксперты скептически оценивали шансы Арреолы. Однако бой был конкурентным. 26 сентября 2009 года состоялся поединок Криса с Виталием Кличко. Арреола постоянно шёл вперед, давил и пытался навязать Кличко размен. Несколько раз Крис донёс до головы Виталия силовые удары. Кличко работал на отходах, действовал точно. Арреола пропускал очень много ударов. После 10 раунда тренер Арреолы принял решение снять своего бойца, чтобы сохранить ему здоровье. Крис эмоционально принял решение тренера — он рыдал, не скрывая слез. Раздосадованный Арреола допустил нецензурную брань в послематчевом интервью телевидению, за что был исключен из рейтингов WBC на 6 месяцев.

#### Бой с Брайаном Минто
Арреола не брал перерыв после поражения, не желая мириться с падением рейтинга, и менее чем через 3 месяца вышел на очередной бой против довольно опытного боксёра Брайана Минто (34-2). Оба боксера уверенно шли в размены, что, однако, лучше получалось у любителя этого дела Ареолы, превосходство которого в ударной мощи не вызывало ни у кого сомнений. В 4 раунде Минто пропустил сильнейший удар правой от Ареолы, и при этом не особо восстановившись он решил отыграть эпизод у мексиканца, в результате чего Ареола снова отправил его в нокдаун, после чего рефери остановил бой. Минто впервые в карьере проиграл досрочно.

### 2010—2012

#### Бой с Томашем Адамеком
Вскоре вышел на поединок против набирающего обороты, новоиспеченного тяжеловеса, поляка, Томаша Адамека. Бой выдался довольно зрелищным, в котором был большой размен ударов, но Крис в бою травмировал руку, и это не позволило ему в полной мере проводить свои атаки. Более напористый и быстрый Адамек перехватил инициативу, и победил американца решением большинства судей. Это стало вторым поражением в карьере Арреолы.

#### Бой с Мануэлем Кесадой
После этого, в августе 2010 года, Арреола победил по очкам Мануэля Кесаду, и завоевал малозначимый вакантный титул местного чемпиона WBC. Арреола несколько раз отправлял Кесаду на настил ринга, но тот всегда поднимался, и это стало всего третьим боем в Карьере Арреолы, который продлился все отведенные раунды. (Первый был в 2005, 6-раундовый против Эндрю Гриля, а второй против Томаша Адамека. Ещё два боя Арреола выиграл дисквалификацией соперников, и поэтому они не числились в послужном списке, как выигранные досрочно).

#### Бой с Джои Абелем
Бой шел главным событием вечера в Темекуле (штат Калифорния, США) и прошел 28 января 2011 года. Арреола не слишком уверенно начал поединок, пропустив в его дебюте несколько чувствительных ударов, однако в конце первого раунда провел сильный правый прямой, после которого его соперник заметно поплыл и после непродолжительного добивания рефери вмешался и остановил бой.

#### Серия рейтинговых боев
Затем последовало 4 рейтинговых 10-раундовых боёв с частой периодичностью, победы были одержаны над известными боксёрами: в мае нокаутом над Наги Агилерой и Кедриком Релефордом, и в ноябре над Рафаэлем Батлером, июльский бой с Фрайдеем Ахунаньей, закончился победой по очкам со счетом: 99-91,100-90, 99-91 однако эта победа была позже аннулирована. Результат боя отменен и изменен без вынесения решения, поскольку у Арреолы после боя был положительный результат на марихуану. Однако эти результаты и без этой победы подняли Арреолу в рейтингах всех ведущих организаций.

#### Бой с Эриком Молиной
В феврале 2012 года, в 12-раундовом бою Арреола вышел против Эрика Молины. На третьей минуте 1-го раунда Молине удалось немного «болтануть» Арреолу прямым ударом справа и воодушевленный этим успехом, Эрик бросился на своего соперника с градом ударов, напрочь позабыв о защите. Крис мгновенно восстановился от секундного потрясения и перекрылся, а затем перехватил атаку соперника — заперев Молину в угол, после чего Арреола нанёс мощнейший правый кросс в висок и отправил Эрика в глубокий нокаут. Бой носил статус элиминатора.

### 2013—2016

#### Претендентский бой с Бермейном Стиверном
Изначально поединок был запланирован на 22 ноября 2012 года. Тендер на проведение поединка, выиграл Дон Кинг со ставкой 1,1 миллиона долларов, на аукционе торгов боя 29 сентября. 18 октября стала известна дата, и страна проведения поединка. Бой назначили на 15 декабря 2012 года в Венесуэле. В ноябре сменилась дата боя. Причиной переноса стало то, что промоутер Стиверна, Дон Кинг, не смог привлечь инвесторов для оплаты гонораров обоим боксерам, которые в сумме должны были составить 1,1 миллиона долларов — такую сумму знаменитый помоутер указал в своей заявке на торгах, и право организации боя перешло к промоутеру, заявка которого заняла второе место в торгах — Дэну Гуссену, предложившему ровно вдвое меньшую сумму — 550 тысяч долларов. 55 % от этой суммы (302 500 долларов) получит Крис Арреола, а 45 % (247 500 долларов) достанутся Бермейну Стиверну. Так же сменился и статус поединка. Теперь он значился как полуфинальный бой турнира WBC. Позже Андре Уорд, в андеркате боя которого должен был состоятся поединок Стиверна с Арреолой, получил травму. Бои перенесли на 23 февраля 2013 года. За две недели до боя Арреола получил травму, и поединок в очередной раз был перенесён.
27 апреля 2013 года состоялся долгожданный поединок Бермейна Стиверна и Криса Арреолы. Первые два раунда прошли с небольшим преимуществом американца. Тоже случилось и в третьем раунде, но в конце третьего раунда Стиверн неожиданно правым кроссом отправил Арреолу в нокдаун. Следующие раунды канадец взял почти все, и хоть Арреола пытался контратаковать, Стиверн переламливал большинство атак, и уверенно прессинговал фаворита. Бермейн Стиверн победил по очкам единогласным решением и завоевал право встретится с Виталием Кличко.

#### Бой с Сетом Митчеллом
7 сентября 2013 года Арреола вернулся громкой победой в элиту тяжёлого веса над американцем Сетом Митчеллом. С первого раунда Арреола осыпал Митчелла градом точных ударов и в конце первого раунда нокаутировал Сета. Эта победа вновь подняла Арреолу в рейтинге WBC, в котором он занял вторую позицию.

#### Чемпионский бой с Бермейном Стиверном
После того как чемпион мира по версии WBC, Виталий Кличко. завершил спортивную карьеру. Пояс остался вакантным, и за право чемпионского боя вновь встретились боксёры занимающие первую и вторую строчку рейтинга, ими снова оказались Бермейн Стивёрн и Крис Арреола, который несмотря на поражение в первом бою, снова поднялся на верхушку рейтинга.
10 мая 2014 года в поединке за вакантный титул чемпиона мира, вновь снова сошлись Бермейн Стивёрн и Крис Арреола. В 6-м раунде после мощного правого бокового удара, Арреола оказался в нокдауне. В следующей серии ударов, Стиверн снова отправил Арреолу на канвас. Рефери вновь предоставил возможность американцу продолжить бой, но Стивёрн снова начал сокрушать Арреолу, ноги американца посеклись и от очередного падения его спасло вмешательство рефери который прекратил поединок зафиксировав победу техническим нокаутом. Бермейн Стиверн стал новым чемпионом мира в тяжёлом весе по версии WBC.

#### Бой с Кертисом Харпером
13 марта 2015 года встретился с малоизвестным джорнименом Кёртисом Харпером (12-4, 8 КО). В первой трехминутке Арреоле удалось отправить соперника в нокдаун, Харпер сумел подняться и выстоять под ударами фаворита. Дальше Крис продолжал попадать точными ударами, но Кёртис смотрелся не плохо и держался стараясь по возможности атаковать. Выпады Арреолы были более акцентированными, и судьи отдали этот бой ему: 78-73, 77-74 и 76-75.

#### Бой с Фредом Касси
18 июля 2015 года в Эль-Пасо (Техас) вышел на ринг  против 35-летнего камерунеца Фред Касси (18-3). Бойцы завершили 10-раундовый поединок вничью. Один из судей посчитал бой в пользу Арреолы со счетом 96-94, но двое других выставили счет 95-95. Если бы Арреола выиграл этот бой, то следующий бой он провел бы против чемпиона WBC в супертяжелом весе Деонтея Уайлдера. Однако после боя сам Арреола сказал, что вряд ли такого выступления было достаточно, чтобы заслужить титульный бой

#### Бой с Трэвисом Кауффманом
12 декабря 2015 года встретился с Трэвисом Кауффманом. В третьем раунде Арреола побывал в нокдауне после удара оппонента справа. Впоследствии судьи получили на руки непростую задачу: верно сосчитать очки в бою, в котором Кауффман был более занятым, а Крис — эффективным, особенно в поздних раундах. Заключительные три минуты бойцы провели в рубке. Судьи раздельным решением 114-113,113-114,114-113 отдали победу Арреоле.
Крис Арреола был дисквалифицирован на 90 дней с даты его боя с Трэвисом Кауффманом, то есть с 12 декабря 2015 года. Сам бой признан несостоявшимся. Причиной такого решения стало то, что допинг-тесты Арреолы, взятые у него после боя с Кауффманом, показали наличие в его организме следов марихуаны..

#### Чемпионский бой с Деонтеем Уайлдером
Третья попытка завоевать титул чемпиона мира в супертяжелом весе. Для Уайлдера это была 4-я добровольная защита титула.
Уайлдер завладел явным преимуществом с самого начала боя, отправил Арреолу в нокдаун в четвёртом раунде, однако не форсировал события и вёл поединок в невысоком темпе. Во второй половине боя преимущество Уайлдера стало ещё более подавляющим, он без труда потрясал Арреолу своими ударами, плюс к этому возле левого глаза претендента образовалась большая гематома. В итоге после восьмого раунда угол Арреолы отказался от продолжения боя. На послематчевой пресс-конференции Уайлдер рассказал, что в бою сломал руку и надорвал правый бицепс.

### 2018—2021

#### Бой против Маурензо Смит
Не дрался 2 года и 5 месяцев. Вернулся в андеркарде боя Фьюри — Уальдер 1 против джорнимэна Маурензо Смита (20-10-4, 13 KO) доминировав в бою и победив отказом угла Смита выходить на 7 раунд. Перед боем заявив, что в случае проигрыша уйдет из бокса навсегда.

#### Бой против Жан-Пьера Огастина
16 марта 2019 года победил техническим нокаутом в третьем раунде Жан-Пьера Огастина (18-1-1, 13 КО) в США. Первые два раунда Огастину удавалось держать дистанцию и встречать атакующего Арреолу, но в третьем раунде Крису удалось попасть — Огастин оказался на полу, после очередной атаки рефери принял решение остановить бой. Перед  боем Арреола заявил, что хочет еще раз выйти на бой за титул.

#### Бой с Адамом Ковнацки
Перед боем Кристобаль Арреола заявил, что просто так не сдастся, и сравнивает свой случай с историей Джамиля Макклайна (41-13-3, 24 KO), которого в своё время «все знали и говорили о нём», но в итоге боец так и не побывал чемпионом. «Не хочу быть этим парнем. Не хочу быть "Макклайном" Ковнацкого. Именно поэтому я мощно вкалываю с коучем Джо Гуссеном. Ради того, чтобы подставить Адаму подножку на его пути к мировому титулу. Он-то станет чемпионом, но потом. В моих планах нет пункта добавить своё имя в его послужной список»
3 августа 2019 года в Нью-Йорке проиграл бой единогласным решением судей небитому проспекту Адаму Ковнацки 19-0. Бой проходил на встречных курсах, боксеры регулярно устраивали размены, в которых Ковнацки в целом действовал точнее и эффективнее, но несмотря на свои обещания не смог нокаутировать Арреолу, который около половины поединка боксировал с травмированной рукой. Итоговый счет: 118-110, 117-111 и 117-111 в пользу Ковнацки, который впервые в своей карьере провел полные двенадцать раундов. Добавим, что по данным статистической системы CompuBox, в этом поединке Арреола выбросил 1125 ударов, что стало новым рекордом для супертяжелого веса. Ковнацки выбросил 1047 ударов — это пятый результат в базе системы, которая охватывает 34-летнюю историю бокса.

#### Бой с Энди Руисом мл.
Бой ожидался ранее в конце 2020 года. Однако, Руис предпочёл уделить больше времени подготовке под руководством нового тренера — Эдди Рейносо. В 2020 году ни 31-летний Руис, ни 39-летний Арреола не выступали. А 2019-й завершили поражениями: Энди проиграл по очкам реванш Энтони Джошуа, которого до этого сенсационно нокаутировал в июне, а Кристобаль был перебоксирован в 12-ти раундах Адамом Ковнацки. К этому бою Руиса готовил Эдди Рейносо, который также сотрудничает с Саулем Альваресом. Арреола же как и прежде тренировался под руководством Джо Гуссена. Бой Арреолы и Руиса транслировался по системе платных трансляций, и Арреола уверен, что два мексиканца сумеют порадовать зрителей зрелищным поединком. На ставке боя элиминатор WBA. На взвешивание оба показали минимальный вес Руис, возвращающийся на ринг после полуторалетнего перерыва, показал на весах 256 фунтов (116,2 кг) — на 12 кг меньше, чем в проигранном им матче-реванше с Энтони Джошуа в декабре 2019 года. 40-летний Крис Арреола оказался в прекрасной форме, показав на взвешивании всего 228,6 фунтов (103,7 кг). Это минимальный вес Арреолы с момента начала его профессиональной карьеры в 2003 году.
У Руиса были некоторые проблемы в начале поединка. Во втором раунде после пропущенного удара Энди упал на колено, и ему был отсчитан нокдаун. В начале третьего раунда Арреола снова хорошо попал, но Руис сумел выстоять. В дальнейшем Крис замедлился, и Руис забрал инициативу в основном за счет джеба и работы по корпусу. Также у Арреолы возникли проблемы с левой рукой, которую он травмировал во время поединка. В итоге все судьи отдали победу Руису со счетом 118-109, 118-109, 117-110.

### 2023—н.в

###### Бой с Мэттью Маккинни
Вышел на ринге после двухлетнего перерыва и нокаутировал во втором раунде ударом по корпусу возрастного джорнимэна Мэттью Маккинни (13-7-3, 9 КО). Бой проходил в андеркаде вечера Себастьян Фундора — Брайан Мендоза 8 апреля 2023 года.

## Список профессиональных поединков
В таблице перечислены результаты всех поединков боксёров.
В каждой строке указан результат поединка. Дополнительно номер поединка обозначен цветом, который обозначает итог поединка. Расшифровка обозначений и цветов представлена в нижеследующей таблице.
| Пример | Расшифровка                     |
| ------ | ------------------------------- |
|        | Победа                          |
|        | Ничья                           |
|        | Поражение                       |
|        | Планируемый поединок            |
|        | Поединок признан несостоявшимся |
| КО     | Нокаут                          |
| ТКО    | Технический нокаут              |
| PTS    | Решение судей (по очкам)        |
| UD     | Единогласное решение судей      |
| MD     | Решение большинства судей       |
| SD     | Раздельное решение судей        |
| RTD    | Отказ от продолжения боя        |
| DQ     | Дисквалификация                 |
| NC     | Поединок признан несостоявшимся |

| 39-7-1 | 8 апреля 2023    | Мэтью МакКинни (13-6-3)    | Дигнити Хелс Спортс Парк, Карсон, Калифорния, США      | KO 2 (8), 1:01    | |
| 38-7-1 | 1 мая 2021       | Энди Руис (33-2)           | Дигнити Хелс Спортс Парк, Карсон, Калифорния, США      | UD 12 (12)        | Счёт: 110-117, 109-118 (дважды). Бой за звание обязательного претендента на титул регулярного чемпиона мира по версии WBA в тяжёлом весе. |
| 38-6-1 | 3 августа 2019   | Адам Ковнацкий (19-0)      | Барклайс-центр, Бруклин, Нью-Йорк, США                 | UD 12 (12)        | Счёт: 110-118, 111-117 (дважды). |
| 38-5-1 | 16 марта 2019    | Жан Пьер Августин (17-0-1) | AT&T Stadium, Арлингтон, Техас, США                    | TKO 3 (10), 2:03  | |
| 37-5-1 | 1 декабря 2018   | Маурензо Смит (20-10-4)    | Стэйплс-центр, Лос-Анджелес, Калифорния, США           | RTD 6 (8), 3:00   | |
| 36-5-1 | 16 июля 2016     | Деонтей Уайлдер (36-0)     | Бирмингем, Алабама, США                                | RTD 8 (12), 3:00  | Бой за титул чемпиона мира по версии WBC в супертяжёлом весе 4-я защита Уайлдера (добровольная). Арреола в нокдауне в четвёртом раунде.   |
| 36-4-1 | 12 декабря 2015  | Трэвис Кауффман (30-1)     | AT&T-центр, Сан-Антонио, Техас, США                    | SD (12)           | 114-113, 114-113, 113-114. результат изменен на NC после допинг теста на марихуану                                                        |
| 36-4-1 | 18 июля 2015     | Фред Касси (18-3)          | Don Haskins Convention Center, Эль-Пасо, Техас, США    | MD (10)           | 95-95, 95-95, 94-96. |
| 36-4   | 13 марта 2015    | Кёртис Харпер (12-3)       | Citizens Business Bank Arena, Онтэрио, Калифорния, США | UD (8)            | 77-74, 78-73, 76-75. Харпер в нокдауне в первом раунде.                                                                                   |
| 35-4   | 10 мая 2014      | Бермейн Стиверн            | USC Galen Center Лос-Анджелес, США                     | TKO 6 (12), 2:02  | Бой за вакантный титул чемпиона WBC. Арреола 2 раза в нокдауне в 6 раунде.                                                                |
| 35-3   | 7 сентября 2013  | Сет Митчелл                | Индио, Калифорния, США                                 | KO 1 (12), 2:26   | Выиграл титул WBC International. Митчелл в нокдауне в 1 раунде.                                                                           |
| 34-3   | 27 апреля 2013   | Бермейн Стиверн            | Galen Center, Лос-Анджелес, Калифорния, США            | UD (12)           | 110-117, 110-117, 109-118. Претендентский турнир WBC, финал. Арреола в нокдауне в 3 раунде                                                |
| 34-2   | 18 февраля 2012  | Эрик Молина                | American Bank Center, Корпус-Кристи, Техас, США        | KO 1 (12), 2:30   | Выиграл титул чемпиона США по версии WBC.                                                                                                 |
| 33-2   | 5 ноября 2011    | Рафаэль Батлер             | Domo De La Feria, Леон, Гуанахуато, Мексика            | TKO 3 (10), 0:55  | |
| 32-2   | 9 июля 2011      | Фрайдей Ахунанья           | Boardwalk Hall, Атлантик-Сити, Нью-Джерси, США         | UD (10)           | 100-90, 99-91, 99-91. результат изменен на NC после допинг теста на марихуану                                                             |
| 32-2   | 27 мая 2011      | Кендрик Релфорд            | Reno Events Center, Рино, Невада, США                  | TKO 7 (10), 2:43  | Релефорд в нокдауне в 6 раунде. |
| 31-2   | 14 мая 2011      | Наги Агилера               | Home Depot Center, Карсон, Калифорния, США             | KO 3 (10), 1:58   | Стоячий нокаут. |
| 30-2   | 28 января 2011   | Джоуи Эйбелл               | Pechanga Resort & Casino, Темелука, Калифорния, США    | KO 1 (10), 2:18   | |
| 29-2   | 13 августа 2010  | Мануэль Кесада             | Citizens Business Bank Arena, Онтэрио, Калифорния, США | UD (12)           | 117-108, 118-107, 118-107. Выиграл вакантный титул WBC FECOMBOX. Кесада 1 раз в нокдауне в 9 раунде и 2 раза в 12 раунде.                 |
| 28-2   | 24 апреля 2010   | Томаш Адамек               | Citizens Business Bank Arena, Онтэрио, Калифорния, США | MD (12)           | 114-114, 111-117, 113-115. Бой за вакантный титул WBO NABO и титул IBF International.                                                     |
| 28-1   | 5 декабря 2009   | Брайан Минто               | Boardwalk Hall, Атлантик-Сити, Нью-Джерси, США         | TKO 4 (10), 2:40  | Минто 2 раза в нокдауне в 4 раунде. |
| 27-1   | 27 сентября 2009 | Виталий Кличко             | Staples Center, Лос-Анджелес, Калифорния, США          | RTD 10 (12), 3:00 | Бой за титул чемпиона мира по версии WBC, 2-я защита Кличко.                                                                              |
| 27-0   | 11 апреля 2009   | Джамиль Макклайн           | Мандалай-Бэй, Лас-Вегас, Невада, США                   | KO 4 (12), 2:01   | Защитил титулы NABF и WBC Continental Americas.                                                                                           |
| 26-0   | 29 ноября 2008   | Тревис Уолкер              | Citizens Business Bank Arena, Ontario, Калифорния, США | TKO 3 (12), 0:13  | Выиграл титул NABF, защитил титул WBC Continental Americas. Претендентский бой IBF.                                                       |
| 25-0   | 25 августа 2008  | Израель Карлос Гарсия      | Soboba Casino, San Jacinto, Калифорния, США            | TKO 3 (10), 1:11  | Защитил титул WBC Continental Americas.                                                                                                   |
| 24-0   | 21 июня 2008     | Чазз Уизерспун             | FedEx Forum, Memphis, Tennessee, США                   | DQ 3 (12), 3:00   | Защитил титул WBC Continental Americas.                                                                                                   |
| 23-0   | 9 февраля 2008   | Клифф Коусер               | Пиченг Курорт, Калифорния, США                         | TKO 1 (10), 1:22  | |
| 22-0   | 27 сентября 2007 | Томас Хейкс                | Доблетри Хотел, Онтарио, Калифорния, США               | KO 3 (10), 1:45   | Выиграл вакантный титул WBC Continental Americas.                                                                                         |
| 21-0   | 14 июля 2007     | Дерек Берри                | The Home Depot Center, Карсон, Калифорния, США         | KO 1 (10), 0:57   | |
| 20-0   | 4 мая 2007       | Малкольм Танн              | Палмс, Лас-Вегас, Невада, США                          | TKO 8 (8), 1:07   | |
| 19-0   | 9 февраля 2007   | Заким Грэхем               | Саффолк, Селден, Нью-Йорк, США                         | TKO 3 (10), 2:42  | |
| 18-0   | 4 ноября 2006    | Дэмиан Уиллс               | Мандалай Бэй, Лас-Вегас, Невада, США                   | TKO 7 (10), 2:17  | |
| 17-0   | 19 августа 2006  | Дэмиан Норрис              | Рено Events Center, Рино, Невада, США                  | TKO 4 (8), 2:59   | |
| 16-0   | 25 мая 2006      | Седрик Филдз               | Печенга, Темекьюла, Калифорния, США                    | KO 7 (8), 1:41    | |
| 15-0   | 12 апреля 2006   | Мануэль Ли Оссие           | Тачи, Лемур, Калифорния, США                           | KO 1 (6), 1:33    | |
| 14-0   | 3 марта 2006     | Куртис Тейлор              | Печенга, Темекьюла, Калифорния, США                    | KO 1 (6), 2:26    | |
| 13-0   | 21 октября 2005  | Домоник Дженкинс           | Печенга, Темекьюла, Калифорния, США                    | TKO 5 (8), 2:38   | |
| 12-0   | 23 сентября 2005 | Эндрю Грилей               | USC Lyon Center, Лос-Анджелес, Калифорния, США         | UD (6)            | 60-54, 60-54, 59-55. |
| 11-0   | 5 мая 2005       | Кенни Лемос                | Спа, Палм-Спрингс, Калифорния, США                     | TKO 4 (4), 1:49   | |
| 10-0   | 17 февраля 2005  | Самуэль Родригес           | Авалон, Голливуд, Калифорния, США                      | TKO 4 (6), 1:26   | |
| 9-0    | 21 января 2005   | Дэвид Клиге                | Мохеган Сан, Анкасвилл, Коннектикут, США               | DQ 3 (4)          | Клиг оштрафован во 2 раунде на 2 очка за клинчевание и удары после брейка.                                                                |
| 8-0    | 9 декабря 2004   | Бенджамин Гарсия           | Печенга, Темекьюла, Калифорния, США                    | TKO 1 (6), 0:21   | |
| 7-0    | 20 августа 2004  | Эд Мосли                   | Омега, Корона, Калифорния, США                         | TKO 1 (4), 0:59   | |
| 6-0    | 26 апреля 2004   | Дэвид Джонсон              | Даблтри, Онтарио, Калифорния, США                      | TKO 1 (4)         | |
| 5-0    | 22 марта 2004    | Джейсон Кондон             | Даблтри, Онтарио, Калифорния, США                      | KO 1 (4), 2:33    | |
| 4-0    | 16 февраля 2004  | Семиси Блумфильд           | Даблтри, Онтарио, Калифорния, США                      | TKO 1 (4), 2:40   | |
| 3-0    | 10 ноября 2003   | Дэвид Джонсон              | Даблтри, Онтарио, Калифорния, США                      | KO 2 (4), 1:21    | |
| 2-0    | 3 октября 2003   | Джеремия Констант          | Эджуотер, Лафлин, Невада, США                          | TKO 1 (4), 0:27   | |
| 1-0    | 5 сентября 2003  | Рузвельт Паркер            | Эджуотер, Лафлин, Невада, США                          | TKO 2 (4), 1:25   | Профессиональный дебют. |
| Бой    | Дата             | Соперник                   | Место боя                                              | Раундов           | Дополнительно |